# Hothouse (песня 78Violet)
«Hothouse» (Тепличный) — дебютный сингл группы 78violet, ранее известной как Aly & AJ. Песня является первым синглом с их дебютного альбома, название которого пока неизвестно. Сингл вышел 8 июля 2013 года на iTunes. Клип на эту песню вышел в день релиза сингла. Клип спродюсировала компания Violet House Productions.

## История
Фолк-поп песня знакомит нас с новым звуком дуэта, который отходит от жанра музыки в стиле поп-рок. «Когда вы слышите эту песню, это мысленно переносит вас в 60-е, 70-е годы и вы можете почувствовать всю женскую силу» — сказала Элисон Мичалка в интервью MTV News И семи-минутное музыкальное видео это показывает.

## Клип
Клип на песню был снят в Ломпоке, Калифорния на резиденции лошадей. В начале клипа мы слышим трех-минутный диалог от самих сестер и они прогуливаются по удивительным местам с чудесными пейзажами. «У нас есть кое-что особенное, и мы хотим, чтобы люди знали о наших отношениях друг с другом, которые отчасти действительно неприкасаемые», объясняет Элисон.

## Выступления
Впервые этот сингл девушки исполнили вживую в The Roxy theater 26 июня 2013 года в Лос-Анджелесе

## Критика
«Мечтательные пейзажи, их взрослый текст в песне и окружающие звуки сопровождают наиболее достойные кадры», — Сказал MTV.
"В сельской местности это является прекрасным фоном для их фолк-поп-вокала, и мы можем сказать, что они выглядят великолепно. Серьезно. Мы любим их стиль 1970-х годов в клипе, а также вдохновленный вокал. Не уверен, что «Hothouse» относится к этому? Они, может быть имеют старый стиль, гармонию, но это проблема, с которой мы все слишком хорошо знакомы, есть парень, он нехороший, и им лучше без него! Мы постоянно придумаем себе новый имидж, и не можем дождаться, чтобы услышать весь альбом, " — Сказал журнал «Seventeen».

## Список композиций
| №  | Название   | Длительность |
| -- | ---------- | ------------ |
| 1. | «Hothouse» | 4:04         |

## Релиз
| Дата        | Страна            | Формат           | Лейбл              |
| ----------- | ----------------- | ---------------- | ------------------ |
| 8 июля 2013 | Соединенные Штаты | Digital download | 78violet Music LLC |
| 8 июля 2013 | Великобритания    | Digital download | 78violet Music LLC |
| 8 июля 2013 | Европа            | Digital download | 78violet Music LLC |
| 8 июля 2013 | Япония            | Digital download | 78violet Music LLC |